# Sportverein Waldhof Mannheim 07 2021-2022
Questa voce raccoglie le informazioni riguardanti lo Sportverein Waldhof Mannheim 07 nelle competizioni ufficiali della stagione 2021-2022.

## Stagione
Nella stagione 2021-2022 il Mannheim, allenato da Patrick Glöckner, concluse il campionato di 3. Liga al 5º posto. In Coppa di Germania il Mannheim fu eliminato al secondo turno dall'Union Berlino. In Coppa Baden il Mannheim vinse la finale con il Türkspor Mannheim.

## Rosa
| N. |                           | Ruolo | Calciatore         |
| -- | ------------------------- | ----- | ------------------ |
| 1  | Germania (bandiera)       | P     | Timo Königsmann    |
| 2  | Germania (bandiera)       | D     | Niklas Sommer      |
| 3  | Costa d'Avorio (bandiera) | D     | Emmanuel Kouadio   |
| 4  | Paesi Bassi (bandiera)    | D     | Jesper Verlaat     |
| 5  | Germania (bandiera)       | D     | Marcel Seegert     |
| 6  | Germania (bandiera)       | C     | Stefano Russo      |
| 7  | Germania (bandiera)       | C     | Onur Ünlücifci     |
| 8  | Germania (bandiera)       | C     | Fridolin Wagner    |
| 9  | Germania (bandiera)       | A     | Joseph Boyamba     |
| 10 | Germania (bandiera)       | A     | Pascal Sohm        |
| 11 | Germania (bandiera)       | A     | Dominik Martinovic |
| 13 | Germania (bandiera)       | A     | Marc Schnatterer   |
| 14 | Germania (bandiera)       | A     | Anthony Roczen     |
| 17 | Germania (bandiera)       | C     | Marcel Costly      |
| 18 | Tunisia (bandiera)        | C     | Mohamed Gouaida    |
| 19 | Germania (bandiera)       | D     | Anton Donkor       |

| N. |                        | Ruolo | Calciatore            |
| -- | ---------------------- | ----- | --------------------- |
| 20 | Francia (bandiera)     | C     | Adrien Lebeau         |
| 21 | Germania (bandiera)    | D     | Alexander Rossipal    |
| 22 | Germania (bandiera)    | D     | Jan Just              |
| 23 | Germania (bandiera)    | P     | Jan-Christoph Bartels |
| 24 | Germania (bandiera)    | C     | Marcel Gottschling    |
| 25 | Azerbaigian (bandiera) | C     | Baris Ekincier        |
| 27 | Germania (bandiera)    | D     | Gerrit Gohlke         |
| 29 | Germania (bandiera)    | A     | Gillian Jurcher       |
| 30 | Germania (bandiera)    | P     | Lucien Hawryluk       |
| 31 | Stati Uniti (bandiera) | A     | Justin Butler         |
| 34 | Germania (bandiera)    | A     | Dominik Kother        |
| 34 | Germania (bandiera)    | A     | Shin-Hyung Lee        |
| 35 | Germania (bandiera)    | C     | Hamza Saghiri         |
| 37 | Germania (bandiera)    | C     | Marco Höger           |
| 38 | Germania (bandiera)    | A     | Malik Mikona          |

## Organigramma societario
Area tecnica
- Allenatore: Christian Neidhart
- Allenatore in seconda: Nicolas Masetzky, Maximilian Mehring
- Preparatore dei portieri: Dennis Tiano
- Preparatori atletici: Florian Braband

## Calciomercato

### Sessione estiva
| Acquisti | Acquisti           | Acquisti            | Acquisti |
| R.       | Nome               | da                  | Modalità |
| -------- | ------------------ | ------------------- | -------- |
| C        | Baris Ekincier     | Bochum              |          |
| C        | Adrien Lebeau      | Strasburgo          |          |
| D        | Alexander Rossipal | Sandhausen          |          |
| D        | Niklas Sommer      | DAC Dunajská Streda |          |
| A        | Marc Schnatterer   | Heidenheim          |          |
| C        | Fridolin Wagner    | Uerdingen 05        |          |

| Cessioni | Cessioni            | Cessioni             | Cessioni |
| R.       | Nome                | a                    | Modalità |
| -------- | ------------------- | -------------------- | -------- |
| C        | Rafael García       | Kickers Offenbach    |          |
| C        | Benedict dos Santos | Gießen               |          |
| C        | Arianit Ferati      | Fortuna Sittard      |          |
| C        | Manfred Osei-Kwadwo | Preußen Münster      |          |
| P        | Markus Scholz       | TSV Steinbach Haiger |          |
| C        | Max Christiansen    | Greuther Fürth       |          |
| A        | Dennis Jastrzembski | Hertha Berlino       |          |
| D        | Jan-Hendrik Marx    | Ingolstadt 04        |          |
| C        | Marco Schuster      | Paderborn            |          |

### Sessione invernale
| Acquisti | Acquisti       | Acquisti      | Acquisti |
| R.       | Nome           | da            | Modalità |
| -------- | -------------- | ------------- | -------- |
| A        | Dominik Kother | Karlsruhe     |          |
| A        | Pascal Sohm    | Dinamo Dresda |          |
| A        | Justin Butler  | Ingolstadt 04 |          |

| Cessioni | Cessioni | Cessioni | Cessioni |
| R.       | Nome     | a        | Modalità |
| -------- | -------- | -------- | -------- |

## Risultati

### 3. Liga

#### Girone di andata
| Arbitro: | Heft |

|  |           |                     |
|  | Marcatori | 8’ Schuler 11’ Atik |

| Arbitro: | Hussein |

|             |           |             |
| Pašalić 16’ | Marcatori | 61’ Boyamba |

| Arbitro: | Fuchs |

|             |           |             |
| Saghiri 87’ | Marcatori | 10’ Breunig |

| Arbitro: | Bauer |

|                      |           |                                            |
| Risse 48’ Handle 80’ | Marcatori | 22’ (rig.) Martinovic 32’, 44’ Schnatterer |

| Arbitro: | Greif |

|                                                           |           |  |
| Seegert 32’, 45’ Martinovic 51’ Schnatterer 59’ Höger 89’ | Marcatori |  |

| Arbitro: | Stegemann |

|              |           |  |
| Pinckert 89’ | Marcatori |  |

| Arbitro: | Gerach |

|                                       |           |  |
| Martinovic 68’ Boyamba 74’ Lebeau 90’ | Marcatori |  |

| Kaiserslautern 11 settembre 2021, ore 14:00 CEST 8ª giornata | Kaiserslautern | 0 – 0 referto | Waldhof Mannheim | Fritz-Walter-Stadion (13 150 spett.)\| Arbitro: \| Heft \| |
| Arbitro:                                                     | Heft           |               |                  |                                                            |

| Arbitro: | Waschitzki-Günther |

|                            |           |                    |
| Martinovic 15’ Boyamba 34’ | Marcatori | 22’ Shcherbakovski |

| Braunschweig 25 settembre 2021, ore 14:00 CEST 10ª giornata | Eintracht Braunschweig | 0 – 0 referto | Waldhof Mannheim | Eintracht-Stadion (7 052 spett.)\| Arbitro: \| Jöllenbeck \| |
| Arbitro:                                                    | Jöllenbeck             |               |                  |                                                              |

| Arbitro: | Braun |

|                                    |           |            |
| Schnatterer 34’ Boyamba 43’ (rig.) | Marcatori | 48’ Petkov |

| Arbitro: | Erbst |

|               |           |                                     |
| Neudecker 66’ | Marcatori | 13’ Schnatterer 20’, 90’ Martinovic |

| Arbitro: | Sather |

|           |           |             |
| Höger 68’ | Marcatori | 75’ Baumann |

| Arbitro: | Lechner |

|             |           |  |
| Boyamba 62’ | Marcatori |  |

| Arbitro: | Reichel |

|                        |           |              |
| Kehrer 23’ Vermeij 87’ | Marcatori | 66’ Rossipal |

| Arbitro: | Hempel |

|                                        |           |                                           |
| Martinovic 36’, 44’ (rig.), 77’ (rig.) | Marcatori | 29’ Kunze 65’ Simakala 82’ (aut.) Seegert |

| Arbitro: | Alt |

|                |           |                                          |
| Bouhaddouz 26’ | Marcatori | 4’ Schnatterer 19’ Costly 81’ Martinovic |

| Arbitro: | Kessel |

|                  |           |          |
| Lyska 90’ (aut.) | Marcatori | 2’ Thiel |

| Arbitro: | Braun |

|           |           |                           |
| Plume 47’ | Marcatori | 5’ Costly 88’ Schnatterer |

#### Girone di ritorno
| Arbitro: | Koslowski |

|                               |           |  |
| Kath 11’ Atik 32’ Schuler 66’ | Marcatori |  |

| Arbitro: | Kampka |

|                |           |                                           |
| Schnatterer 9’ | Marcatori | 74’ Pohlmann 90’ Pherai 90’ (rig.) Raschl |

| Arbitro: | Schwengers |

|              |           |                     |
| Herrmann 69’ | Marcatori | 40’ Sohm 90’ Wagner |

| Arbitro: | Burda |

|  |           |             |
|  | Marcatori | 46’ Philipp |

| Arbitro: | Günsch |

|             |           |          |
| Tankulić 7’ | Marcatori | 23’ Sohm |

| Arbitro: | Waschitzki-Günther |

|                                                  |           |              |
| Schnatterer 3’ Boyamba 42’ (rig.) Martinovic 85’ | Marcatori | 1’, 37’ Ezeh |

| Monaco di Baviera 12 febbraio 2022, ore 14:00 CET 26ª giornata | Türkgücü | – annullata referto | Waldhof Mannheim | Stadio Olimpico (1 000 spett.)\| Arbitro: \| Greif \| |
| Arbitro:                                                       | Greif    |                     |                  |                                                       |

| Mannheim 20 febbraio 2022, ore 14:00 CET 27ª giornata | Waldhof Mannheim | 0 – 0 referto | Kaiserslautern | Carl-Benz-Stadion (19 000 spett.)\| Arbitro: \| Aytekin \| |
| Arbitro:                                              | Aytekin          |               |                |                                                            |

| Arbitro: | Haslberger |

|                    |           |                      |
| Shcherbakovski 17’ | Marcatori | 42’ Sohm 72’ Boyamba |

| Arbitro: | Dankert |

|  |           |                               |
|  | Marcatori | 39’, 48’ Multhaup 54’ Schultz |

| Arbitro: | Ballweg |

|            |           |                            |
| Petkov 15’ | Marcatori | 62’, 88’ Sohm 90’ Ekincier |

| Arbitro: | Badstübner |

|                                       |           |  |
| Costly 3’ Boyamba 66’ (rig.) Sohm 90’ | Marcatori |  |

| Arbitro: | Braun |

|                    |           |           |
| Verlaat 67’ (aut.) | Marcatori | 5’ Lebeau |

| Saarbrücken 9 aprile 2022, ore 14:30 CEST 33ª giornata | Saarbrücken | 0 – 0 referto | Waldhof Mannheim | Ludwigsparkstadion (15 000 spett.)\| Arbitro: \| Dingert \| |
| Arbitro:                                               | Dingert     |               |                  |                                                             |

| Arbitro: | Cortus |

|  |           |             |
|  | Marcatori | 37’ Vermeij |

| Arbitro: | Ittrich |

|            |           |                |
| Traoré 30’ | Marcatori | 3’, 71’ Wagner |

| Arbitro: | Kessel |

|                                   |           |           |
| Seegert 8’ Kother 34’ Verlaat 44’ | Marcatori | 84’ Ajani |

| Arbitro: | Burda |

|           |           |                 |
| Wurtz 38’ | Marcatori | 28’ Schnatterer |

| Arbitro: | Dingert |

|                                                                                    |           |  |
| Schnatterer 3’ Verlaat 21’ Rossipal 45’ (rig.) Kother 57’, 83’ Sohm 61’ Wagner 78’ | Marcatori |  |

### Coppa di Germania
| Arbitro: | Stegemann |

|                         |           |  |
| Seegert 48’ Boyamba 52’ | Marcatori |  |

| Arbitro: | Brand |

|             |           |                               |
| Rossipal 4’ | Marcatori | 18’, 118’ Behrens 94’ Awoniyi |

### Coppa Baden
| 3 agosto 2021, ore 18:30 CEST Terzo turno | FV Elztal | 0 – 10 | Waldhof Mannheim |  |

| 28 settembre 2021, ore 19:00 CEST Ottavi di finale | SG Horrenberg | 1 – 4 | Waldhof Mannheim |  |

| 10 novembre 2021, ore 19:00 CET Quarti di finale | FC Zuzenhausen | 1 – 3 | Waldhof Mannheim |  |

| 26 marzo 2022, ore 15:00 CET Semifinale | SV Wagenschwend | 0 – 2 | Waldhof Mannheim |  |

| 21 maggio 2022, ore 14:15 CEST Finale | Waldhof Mannheim | 3 – 0 | Türkspor Mannheim |  |

## Statistiche

### Statistiche di squadra
| Competizione      | Punti | In casa | In casa | In casa | In casa | In casa | In casa | In trasferta | In trasferta | In trasferta | In trasferta | In trasferta | In trasferta | Totale | Totale | Totale | Totale | Totale | Totale | DR  |
| Competizione      | Punti | G       | V       | N       | P       | Gf      | Gs      | G            | V            | N            | P            | Gf           | Gs           | G      | V      | N      | P      | Gf     | Gs     | DR  |
| ----------------- | ----- | ------- | ------- | ------- | ------- | ------- | ------- | ------------ | ------------ | ------------ | ------------ | ------------ | ------------ | ------ | ------ | ------ | ------ | ------ | ------ | --- |
| 3. Liga           | 60    | 18      | 8       | 5       | 5       | 33      | 21      | 18           | 8            | 7            | 3            | 25           | 19           | 36     | 16     | 12     | 8      | 58     | 40     | +18 |
| Coppa di Germania | -     | 2       | 1       | 0       | 1       | 3       | 3       | 0            | 0            | 0            | 0            | 0            | 0            | 2      | 1      | 0      | 1      | 3      | 3      | 0   |
| Coppa Baden       | -     | 1       | 1       | 0       | 0       | 3       | 0       | 4            | 4            | 0            | 0            | 19           | 2            | 5      | 5      | 0      | 0      | 22     | 2      | +20 |
| Totale            | 60    | 21      | 10      | 5       | 6       | 39      | 24      | 22           | 12           | 7            | 3            | 44           | 21           | 43     | 22     | 12     | 9      | 83     | 45     | +38 |

### Andamento in campionato
| Giornata  | 1  | 2  | 3  | 4  | 5 | 6 | 7  | 8  | 9 | 10 | 11 | 12 | 13 | 14 | 15 | 16 | 17 | 18 | 19 | 20 | 21 | 22 | 23 | 24 | 25 | 26 | 27 | 28 | 29 | 30 | 31 | 32 | 33 | 34 | 35 | 36 | 37 | 38 |
| --------- | -- | -- | -- | -- | - | - | -- | -- | - | -- | -- | -- | -- | -- | -- | -- | -- | -- | -- | -- | -- | -- | -- | -- | -- | -- | -- | -- | -- | -- | -- | -- | -- | -- | -- | -- | -- | -- |
| Luogo     | C  | T  | C  | T  | C | T | C  | T  | C | T  | C  | T  | C  | C  | T  | C  | T  | C  | T  | T  | C  | T  | C  | T  | C  | T  | C  | T  | C  | T  | C  | T  | T  | C  | T  | C  | T  | C  |
| Risultato | P  | N  | N  | V  | V | P |    | N  | V | N  | V  | V  | N  | V  | P  | N  | V  | N  | V  | P  | P  | V  | P  | N  | V  |    | N  | V  | P  | V  | V  | N  | N  | P  | V  | V  | N  | V  |
| Posizione | 20 | 16 | 14 | 11 | 7 | 9 | 12 | 12 | 7 | 8  | 6  | 4  | 3  | 3  | 4  | 5  | 2  | 4  | 3  | 4  | 8  | 6  | 10 | 9  | 7  | 8  | 9  | 7  | 8  | 7  | 7  | 7  | 7  | 7  | 6  | 5  | 6  | 5  |

Legenda:

Luogo: C = Casa; T = Trasferta. Risultato: V = Vittoria; N = Pareggio; P = Sconfitta.

### Statistiche dei giocatori
| Giocatore      | 3. Liga  | 3. Liga | 3. Liga     | 3. Liga    | Coppa di Germania | Coppa di Germania | Coppa di Germania | Coppa di Germania | Totale   | Totale | Totale      | Totale     |
| Giocatore      | Presenze | Reti    | Ammonizioni | Espulsioni | Presenze          | Reti              | Ammonizioni       | Espulsioni        | Presenze | Reti   | Ammonizioni | Espulsioni |
| -------------- | -------- | ------- | ----------- | ---------- | ----------------- | ----------------- | ----------------- | ----------------- | -------- | ------ | ----------- | ---------- |
| J. Bartels     | 5        | 0       | 0           | 0          | 1                 | 0                 | 0                 | 0                 | 6        | 0      | 0           | 0          |
| J. Boyamba     | 35       | 8       | 5           | 0          | 2                 | 1                 | 0                 | 0                 | 37       | 9      | 5           | 0          |
| J. Butler      | 10       | 0       | 2           | 0          | 0                 | 0                 | 0                 | 0                 | 10       | 0      | 2           | 0          |
| M. Costly      | 36       | 3       | 5           | 0          | 2                 | 0                 | 0                 | 0                 | 38       | 3      | 5           | 0          |
| A. Donkor      | 33       | 0       | 1           | 0          | 2                 | 0                 | 0                 | 0                 | 35       | 0      | 1           | 0          |
| B. Ekincier    | 14       | 1       | 0           | 0          | 0                 | 0                 | 0                 | 0                 | 14       | 1      | 0           | 0          |
| R. García      | 6        | 0       | 1           | 0          | 1                 | 0                 | 0                 | 0                 | 7        | 0      | 1           | 0          |
| G. Gohlke      | 17       | 0       | 4           | 0          | 1                 | 0                 | 0                 | 0                 | 18       | 0      | 4           | 0          |
| M. Gottschling | 4        | 0       | 1           | 0          | 1                 | 0                 | 0                 | 0                 | 5        | 0      | 1           | 0          |
| M. Gouaida     | 5        | 0       | 1           | 0          | 0                 | 0                 | 0                 | 0                 | 5        | 0      | 1           | 0          |
| L. Hawryluk    | 0        | 0       | 0           | 0          | 0                 | 0                 | 0                 | 0                 | 0        | 0      | 0           | 0          |
| M. Höger       | 34       | 2       | 4           | 1          | 1                 | 0                 | 0                 | 0                 | 35       | 2      | 4           | 1          |
| G. Jurcher     | 11       | 0       | 1           | 0          | 1                 | 0                 | 0                 | 0                 | 12       | 0      | 1           | 0          |
| J. Just        | 0        | 0       | 0           | 0          | 0                 | 0                 | 0                 | 0                 | 0        | 0      | 0           | 0          |
| D. Kother      | 13       | 3       | 1           | 0          | 0                 | 0                 | 0                 | 0                 | 13       | 3      | 1           | 0          |
| E. Kouadio     | 2        | 0       | 0           | 0          | 0                 | 0                 | 0                 | 0                 | 2        | 0      | 0           | 0          |
| T. Königsmann  | 33       | 0       | 2           | 0          | 1                 | 0                 | 0                 | 0                 | 34       | 0      | 2           | 0          |
| A. Lebeau      | 24       | 2       | 4           | 1          | 2                 | 0                 | 0                 | 0                 | 26       | 2      | 4           | 1          |
| S. Lee         | 0        | 0       | 0           | 0          | 0                 | 0                 | 0                 | 0                 | 0        | 0      | 0           | 0          |
| D. Martinovic  | 33       | 11      | 5           | 0          | 2                 | 0                 | 0                 | 0                 | 35       | 11     | 5           | 0          |
| M. Mikona      | 0        | 0       | 0           | 0          | 0                 | 0                 | 0                 | 0                 | 0        | 0      | 0           | 0          |
| A. Roczen      | 2        | 0       | 0           | 0          | 0                 | 0                 | 0                 | 0                 | 2        | 0      | 0           | 0          |
| A. Rossipal    | 27       | 2       | 1           | 0          | 2                 | 1                 | 1                 | 0                 | 29       | 3      | 2           | 0          |
| S. Russo       | 25       | 0       | 5           | 0          | 2                 | 0                 | 0                 | 0                 | 27       | 0      | 5           | 0          |
| H. Saghiri     | 27       | 1       | 4           | 0          | 0                 | 0                 | 0                 | 0                 | 27       | 1      | 4           | 0          |
| M. Schnatterer | 37       | 11      | 8           | 0          | 2                 | 0                 | 0                 | 0                 | 39       | 11     | 8           | 0          |
| M. Seegert     | 34       | 3       | 9           | 0          | 2                 | 1                 | 0                 | 0                 | 36       | 4      | 9           | 0          |
| P. Sohm        | 17       | 7       | 1           | 0          | 0                 | 0                 | 0                 | 0                 | 17       | 7      | 1           | 0          |
| N. Sommer      | 27       | 0       | 7           | 0          | 2                 | 0                 | 1                 | 0                 | 29       | 0      | 8           | 0          |
| J. Verlaat     | 30       | 2       | 7           | 0          | 1                 | 0                 | 0                 | 0                 | 31       | 2      | 7           | 0          |
| F. Wagner      | 28       | 4       | 3           | 0          | 1                 | 0                 | 1                 | 0                 | 29       | 4      | 4           | 0          |
| O. Ünlücifci   | 2        | 0       | 0           | 0          | 1                 | 0                 | 0                 | 0                 | 3        | 0      | 0           | 0          |